# Zorzines flavotincta
Zorzines flavotincta är en fjärilsart som beskrevs av Hiroshi Inoue 1988. Zorzines flavotincta ingår i släktet Zorzines och familjen nattflyn. Inga underarter finns listade i Catalogue of Life.